# Black Panther (truyện tranh)
Black Panther là nhân vật siêu anh hùng hư cấu, xuất hiện trong sách truyện tranh Mỹ và được phát hành bởi Marvel Comics. Nhân vật được tạo bởi Stan Lee và Jack Kirby, lần đầu tiên xuất hiện trong Fantastic Four #52 (tháng 7 năm 1966) vào Kỷ nguyên Bạc của sách truyện tranh. Black Panther tên thật là T'Challa, vua và là người bảo vệ của vùng đất hư cấu Wakanda, Châu Phi. Cùng với việc sở hữu những khả năng nâng cao đạt được thông qua các nghi thức cổ xưa của Wakanda về việc uống tinh chất của thảo mộc hình trái tim (được gọi là Tâm hình thảo), T'Challa cũng dựa vào sự thành thạo về khoa học, rèn luyện thể chất nghiêm ngặt, kỹ năng chiến đấu tay đôi và tiếp cận với sự giàu có và tiến bộ Công nghệ Wakanda để chống lại kẻ thù của mình.
Black Panther là siêu anh hùng gốc Phi đầu tiên trong truyện tranh chính thống của Mỹ, đã ra mắt nhiều năm trước các siêu anh hùng da màu thời kỳ đầu như Falcon (1969), Luke Cage (1972) và Blade (1973) của Marvel Comics hay John Stewart trong vai Green Lantern của DC Comics (1971). Trong một cốt truyện truyện tranh, lớp áo giáp của Black Panther do Kasper Cole, một cảnh sát thành phố New York đa chủng tộc xử lý. Bắt đầu với tư cách là một người đóng giả, Cole sau đó lấy biệt danh là White Tiger và trở thành đồng minh của T'Challa. Vai trò Black Panther và lãnh đạo Wakanda cũng được trao cho Shuri, em gái của T'Challa khi anh hôn mê trong một thời gian ngắn.
Black Panther đã xuất hiện rất nhiều trong các chương trình truyền hình, phim hoạt hình và trò chơi điện tử khác nhau. Chadwick Boseman đã miêu tả nhân vật trong Giai đoạn Ba của các bộ phim thuộc Vũ trụ Điện ảnh Marvel: Captain America: Civil War (2016), Black Panther (2018), Avengers: Infinity War (2018) và Avengers: Endgame (2019), và lồng tiếng phiên bản thay thế của nhân vật trong mùa đầu tiên của loạt phim hoạt hình What If...? (2021).
Vào năm 2011, Black Panther được IGN xếp hạng 51 trong "Top 100 siêu anh hùng truyện tranh"

## Sức mạnh và khả năng

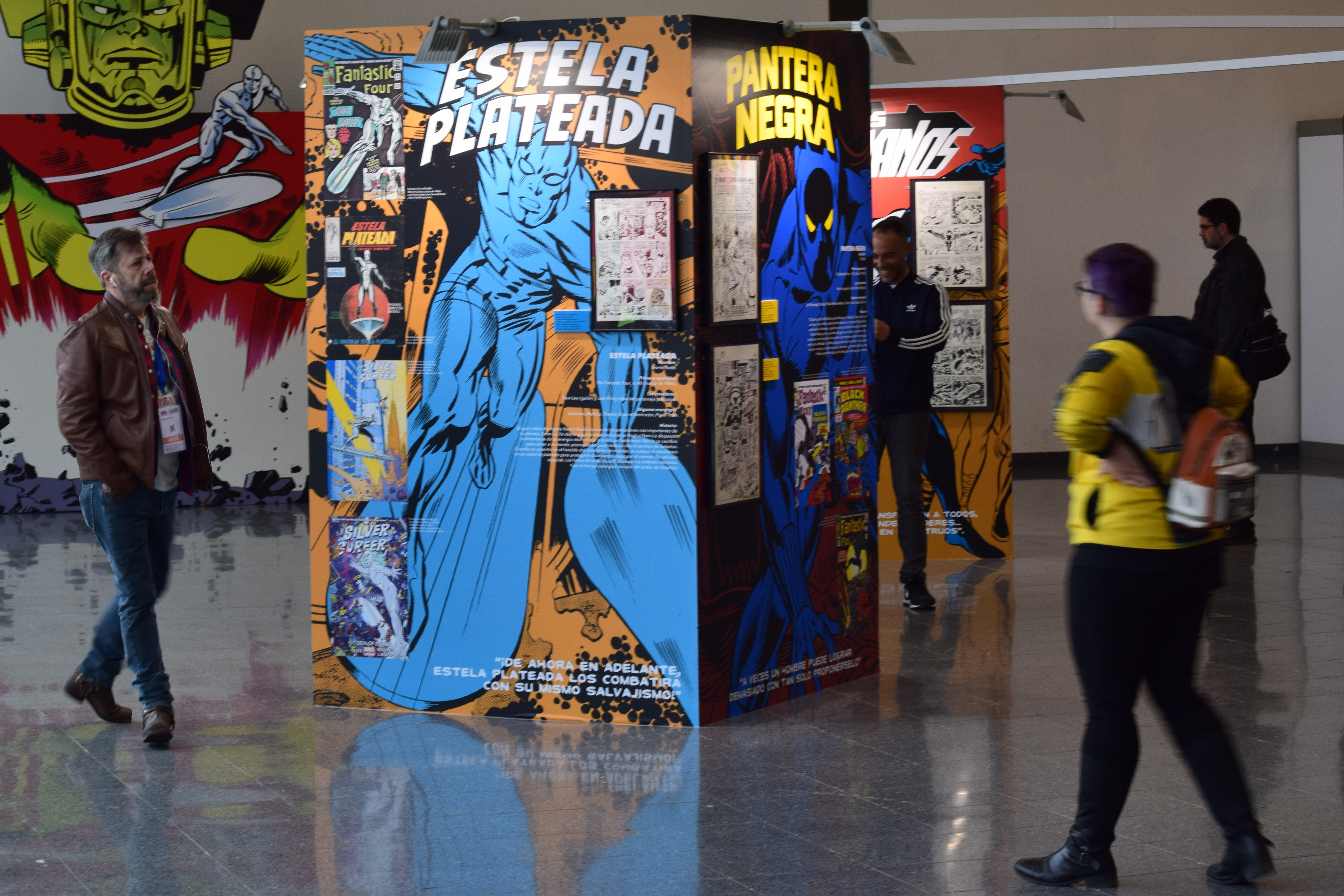
Triển lãm "Stan Lee & Truyện tranh Mỹ". Giám tuyển: Antoni Guiral. 37 Comic Barcelona, 2019.

Tiêu đề "Black Panther" là một cấp bậc của văn phòng, thủ lĩnh của tộc Wakandan Panther. Với tư cách là thủ lĩnh, Panther có quyền tiêu thụ một loại thảo mộc hình trái tim đặc biệt, gọi là tâm hình thảo. Ngoài mối liên hệ thần bí, pháp sư với Thần Wakandan Panther, cho anh ta cảm giác siêu phàm, tăng cường sức mạnh, tốc độ, nhanh nhẹn, sức chịu đựng, sức bền và phản xạ.
Là vua của Wakanda, Panther có quyền truy cập vào một bộ sưu tập lớn các vật phẩm ma thuật, phần cứng quân sự và công nghệ tiên tiến của Wakanda, và sự hỗ trợ của hàng loạt các nhà khoa học, chiến binh và nhà huyền môn. Quân đội Wakanda đã được mô tả là một trong những thế lực mạnh nhất trên Trái đất. Trang phục của anh là trang phục rung động thiêng liêng của Wakanda tên là Panther Cult.
Anh là một thợ săn, người theo dõi, chiến lược gia, chính trị gia, nhà phát minh và nhà khoa học lành nghề. Ông có một tiến sĩ vật lý từ Đại học Oxford. Ông thành thạo vật lý và công nghệ tiên tiến, và cũng là một nhà phát minh. T'Challa đã được cấp sức mạnh và kiến thức của mọi Black Panther trong quá khứ.
T'Challa được đào tạo nghiêm ngặt về nhào lộn và chiến đấu tay đôi. Anh ta có nhiều kỹ năng trong các hình thức chiến đấu không vũ trang, với phong cách chiến đấu lai độc đáo kết hợp nhào lộn và các khía cạnh của mô phỏng động vật.
Vị vua của Wakanda Black Panther là một trong những người giàu nhất thế giới, mặc dù các ước tính tài chính rất khó khăn khi Wakanda bị cô lập khỏi nền kinh tế thế giới và giá trị không chắc chắn của trữ lượng rung động khổng lồ của Wakanda và các công nghệ cực kỳ tiên tiến.

## Trên các phương tiện truyền thông khác

### Vũ trụ Điện ảnh Marvel

Chadwick Boseman đóng vai Black Panther trong Captain America: Nội chiến siêu anh hùng (2016).

Chadwick Boseman đóng vai T'Challa trong Vũ trụ Điện ảnh Marvel (MCU), anh xuất hiện lần đầu tiên trong phim Captain America: Nội chiến siêu anh hùng (2016). Trong phim, anh được thể hiện tốc độ, sự nhanh nhẹn, sức mạnh và độ bền được tăng cường, nhờ vào việc được Tâm hình thảo thảo mộc hình trái tim, như trong truyện tranh. Bộ đồ của anh ta có móng vuốt có thể thu vào và được làm bằng một sợi vải Vibranium, và đúng như tên gọi của vật liệu tạo ra nó, có thể làm chệch hướng súng máy hạng nặng và chống lại các cuộc tấn công bùng nổ. Kể từ phim Black Panther: Chiến binh Báo Đen (2018). Anh mặc một biến thể mới của bộ đồ có thể hấp thụ động năng (đại diện là màu tím nổi bật) và giải phóng nó dưới dạng sóng xung kích màu tím nhạt sau khi đủ năng lượng được tích lũy. Nó cũng có thể thu hồi thành vòng cổ bạc. Tuy vậy, bộ đồ có điểm yếu là trở nên vô dụng trước sóng siêu âm.
- Trong phim Captain America: Nội chiến siêu anh hùng (2016), sau khi cha của T'Challa chết do đánh bom trong lúc đang phát biểu tại Lễ kí Hiệp định Sokovia sau hậu quả trong Avengers: Đế chế Ultron (2015). Anh sinh lòng trả thù kẻ đã giết cha mình và gia nhập phe của Người Sắt để chống lại Captain America khi anh đang bảo vệ Bucky Barnes / Chiến binh Mùa đông và những người có liên quan đến vụ tấn công. Nhưng T'Challa biết được cuộc tấn công ném bom thực sự được Helmut Zemo sắp xếp để dàn dựng cuộc trả thù của chính anh ta với nhóm Avengers vì vô tình tạo ra cuộc khủng hoảng Sokovia đã giết chết gia đình anh ta. Sau khi nghe lời thú nhận của Zemo khi anh ta thành công trong việc biến Stark và Rogers chống lại nhau. T'Challa từ bỏ sự trả thù của anh ta trong khi ngăn chặn sự tự tử của Zemo và giao anh ta cho Everett K. Ross. Sau đó T'Challa cho phép Bucky Barnes sống ở khu bảo tồn ở Wakanda đồng thời hỗ trợ cho sự phục hồi sau này sau khi bị Hydra tẩy não.
- Chadwick Boseman tiếp tục đóng vai T'Challa trong Black Panther: Chiến binh Báo Đen (2018).[8][9] Đến tháng 10 năm 2015, Joe Robert Cole đang trong các cuộc đàm phán cuối cùng để viết kịch bản của bộ phim.[11] Vào tháng 1 năm 2016, Ryan Coogler đã được thuê để chỉ đạo bộ phim,[12] và sau đó được tiết lộ là đồng sáng tác kịch bản với Cole.[13] Việc quay phim bắt đầu vào tháng 1 năm 2017 tại Pinewood Studios ở Atlanta, Georgia.[14] Bộ phim được phát hành vào ngày 16 tháng 2 năm 2018.[15] Trong cốt truyện của bộ phim, sau khi hoàn thành nghi thức kế vị, T'Challa thấy mình phải đối phó thách thức từ nhiều mặt trận khác nhau.
- Boseman xuất hiện với vai Black Panther một lần nữa trong Avengers: Cuộc chiến vô cực (2018).[16] Trong phim, T'Challa (Black Panther), Steve Rogers, Bucky, hầu hết các thành viên Avengers, Rocket Raccoon và Groot cố gắng bảo vệ Wakanda khỏi sự tấn công của những kẻ làm việc cho Thanos, một tên Titan tìm cách thu thập đủ tất cả các Viên đá Vô cực để tiêu diệt một nửa sự sống trong vũ trụ. Khi kế hoạch của hắn thành công và hắn đã đặt được mục tiêu của hắn, nhiều công dân Trái đất và Avengers tan rã, và Black Panther nằm trong số đó.
- Boseman quay trở lại trong Avengers: Hồi kết.[17] Anh ta được hồi sinh khi Bruce Banner kích hoạt găng tay Infinity. Anh ta gia nhập nhóm Avengers trong cuộc chiến cuối cùng của họ chống lại Thanos và quân đội của hắn tại khu tập thể Avengers. Sau khi Tony sử dụng những viên đá vô cực để làm tan rã Thanos và quân đội của hắn, anh ta qua đời sau đó và T'Challa tham dự đám tang của anh.[18]
- Trước khi Boseman qua đời, anh đã lồng tiếng ba phiến bản của ba dòng thời gian khác nhau trong loạt phim hoạt hình What If...? (2021)
- Sau khi nam diễn viên qua đời, vai diễn T'Challa cũng được cho là đã qua đời để tưởng nhớ tới diễn viên, vị trí này được thay bằng Shuri - em gái của T'Challa.

## Tiếp nhận
Black Panther được tạp chí Wizard xếp hạng thứ 79 trong danh sách các nhân vật truyện tranh vĩ đại nhất. IGN xếp nhân vật là anh hùng truyện tranh vĩ đại thứ 51, nói rằng Black Panther có thể được coi là Marvel tương đương với Batman; anh cũng được xếp hạng thứ mười trong danh sách "Top 50 Avengers" của họ.
Năm 2013, ComicsAlliance xếp Black Panther đứng thứ 33 trong danh sách "50 nhân vật nam quyến rũ nhất trong truyện tranh" của họ.